# Нобелевские лауреаты из Израиля
Но́белевская пре́мия (швед. Nobelpriset, англ. Nobel Prize) — престижная международная премия, ежегодно присуждаемая людям за выдающиеся научные исследования, революционные изобретения или крупный вклад в культуру, или развитие общества в областях химии, физики, физиологии и медицины, экономики, литературы и мира. Каждый нобелевский лауреат получает золотую медаль, диплом и денежную сумму, ежегодно определяемую Фондом Альфреда Нобеля.
Нобелевские премии присуждают четыре учреждения: Шведская королевская академия наук (химия, физика и экономика), Шведская академия (литература), Нобелевская ассамблея Королевского института (физиология и медицина) и Норвежский Нобелевский комитет (премия мира). Каждый год соответствующие Нобелевские комитеты рассылают индивидуальные приглашения тысячам учёных, академиков и профессоров университетов из разных стран с просьбой выдвинуть кандидатов на получение Нобелевских премий на следующий год. Кандидаты отбираются таким образом, чтобы в числе номинантов было представлено как можно больше стран и университетов. Нобелевские премии, за исключением премии мира, вручаются в Стокгольме (Швеция) на ежегодной церемонии вручения премий в годовщину смерти Нобеля — 10 декабря. Церемония вручения премий в Швеции проходит в Стокгольмском концертном зале, а сразу после неё в Стокгольмской ратуше проводят Нобелевский банкет. Ранее церемония вручения Нобелевской премии мира проводилась в Норвежском Нобелевском институте (1905—1946) и в актовом зале университета города Осло (1947—1989), а с 1990 года по настоящее время проводится в столичной городской ратуше. Кульминацией церемонии вручения Нобелевской премии в Стокгольме становится момент, когда каждый лауреат выходит вперёд и получает премию из рук короля Швеции. В Осло председатель Норвежского Нобелевского комитета вручает Нобелевскую премию мира в присутствии короля Норвегии и норвежской королевской семьи.
Премия впервые была учреждена в 1901 году, и по состоянию на 2024 год Нобелевскую премию получило 13 граждан Израиля: 3 лауреата по экономике памяти Альфреда Нобеля, 1 по литературе, 6 по химии и 3 премий мира. В список включены лауреаты, которые имели на момент вручения премии гражданство государства или были выходцами из него. Первым из них стал Шмуэль Агнон, получивший в 1966 году премию в области литературы, а последним — Джошуа Ангрист, один из лауреатов 2021 года по экономике.

## Лауреаты
| №  | Год  | Портрет              | Лауреат | Область    | Обоснование награды | Примечание                                                       | Ист.   |
| -- | ---- | -------------------- | --- | ---------- | --- | ---------------------------------------------------------------- | ------ |
| 1  | 1966 | Шмуэль Йосеф Агнон   | Шмуэль Йосеф Агнон (1887—1970) ивр. שמואל יוסף עגנון‎ урожд. Шмуэль Йосеф Халеви Чачкес ивр. שמואל יוסף הלוי טשאטשקיס‎ | Литература | За глубоко оригинальное искусство повествования, навеянное еврейскими народными мотивами Оригинальный текст (англ.)For his profoundly characteristic narrative art with motifs from the life of the Jewish people                                                    | Премия разделена с Нелли Закс                                    | [ 12 ] |
| 2  | 1978 | Менахем Бегин        | Менахем Бегин (1887—1970) ивр. מְנַחֵם בֵּגִין‎ урожд. Мечислав Вольфович Бегун пол. Mieczysław Biegun, бел. Мечыслаў Бегун | Мир        | За подготовку и заключение основополагающих соглашений между Израилем и Египтом Оригинальный текст (англ.)For jointly having negotiated peace between Egypt and Israel in 1978                                                                                       | [ ~ 3 ]                                                          | [ 14 ] |
| 3  | 1994 | Шимон Перес          | Шимон Перес (1923—2016) ивр. שמעון פרס‎ урожд. Шимон Перский пол. Szymon Perski, бел. Шымон Перскі                    | Мир        | За усилия по достижению мира на Ближнем Востоке Оригинальный текст (англ.)For their efforts to create peace in the Middle East | Премия разделена с Ясиром Арафатом                               | [ 16 ] |
| 4  | 1994 | Ицхак Рабин          | Ицхак Рабин (1922—1995) ивр. יִצְחָק רַבִּין‎                                                                               | Мир        | За усилия по достижению мира на Ближнем Востоке Оригинальный текст (англ.)For their efforts to create peace in the Middle East | Премия разделена с Ясиром Арафатом                               | [ 17 ] |
| 5  | 2002 | Даниэль Канеман      | Даниэль Канеман (1934—2024) ивр. דניאל כהנמן‎                                                                         | Экономика  | За исследования в области принятия решений и механизмов альтернативных рынков Оригинальный текст (англ.)For having integrated insights from psychological research into economic science, especially concerning human judgment and decision-making under uncertainty | Премия разделена с Верноном Смитом                               | [ 19 ] |
| 6  | 2004 | Аарон Чехановер      | Аарон Чехановер (род. 1947) ивр. אהרן צ'חנובר‎                                                                        | Химия      | За открытие убиквитин-опосредованной деградации белка Оригинальный текст (англ.)For the discovery of ubiquitin-mediated protein degradation | Премия разделена с Ирвином Роузом                                | [ 21 ] |
| 7  | 2004 | Аврам Гершко         | Аврам Гершко (род. 1937) ивр. אברהם הרשקו‎ урожд. Ференц Абрахам Хершко венг. Herskó Ferenc Ábrahám                   | Химия      | За открытие убиквитин-опосредованной деградации белка Оригинальный текст (англ.)For the discovery of ubiquitin-mediated protein degradation | Премия разделена с Ирвином Роузом                                | [ 22 ] |
| 8  | 2005 | Израэль Ауман        | Израэль Ауман (род. 1930) ивр. ישראל אומן‎ урожд. Роберт Джон Оманн англ. Robert John Aumann                          | Экономика  | За углубление нашего понимания сути конфликта и сотрудничества путём анализа теории игр Оригинальный текст (англ.)For having enhanced our understanding of conflict and cooperation through game-theory analysis                                                     | Премия разделена с Томасом Шеллингом                             | [ 24 ] |
| 9  | 2009 | Ада Этель Йонат      | Ада Этель Йонат (род. 1939) ивр. עדה אטל יונת‎ урожд. Ада Этель Лифшиц ивр. עדה אטל ליבשיץ‎                            | Химия      | За исследования структуры и функций рибосомы Оригинальный текст (англ.)For studies of the structure and function of the ribosome | Премия разделена с Томасом Стейцом и Венкатраманом Рамакришнаром | [ 25 ] |
| 10 | 2011 | Дан Шехтман          | Дан Шехтман (род. 1941) ивр. דן שכטמן‎                                                                                | Химия      | За открытие квазикристаллов Оригинальный текст (англ.)For the discovery of quasicrystals | —                                                                | [ 26 ] |
| 11 | 2013 | Майкл Левитт         | Майкл Левитт (род. 1947) ивр. מיכאל לויט‎                                                                             | Химия      | За развитие многомасштабных моделей сложных химических систем Оригинальный текст (англ.)For the development of multiscale models for complex chemical systems | Премия разделена с Мартином Карплусом                            | [ 29 ] |
| 12 | 2013 | Арье Варшель         | Арье Варшель (род. 1940) ивр. אריה ורשל‎                                                                              | Химия      | За развитие многомасштабных моделей сложных химических систем Оригинальный текст (англ.)For the development of multiscale models for complex chemical systems | Премия разделена с Мартином Карплусом                            | [ 30 ] |
| 13 | 2021 | Джошуа Дэвид Ангрист | Джошуа Дэвид Ангрист (род. 1960) ивр. ג'ושוע דייוויד אנגריסט‎                                                         | Экономика  | За эмпирический вклад в экономику труда и методологический вклад в анализ причинно-следственных связей Оригинальный текст (англ.)For their methodological contributions to the analysis of causal relationships                                                      | Премия разделена с Дэвидом Кардом и Гвидо Имбенсом               | [ 10 ] |